# 이오스섬

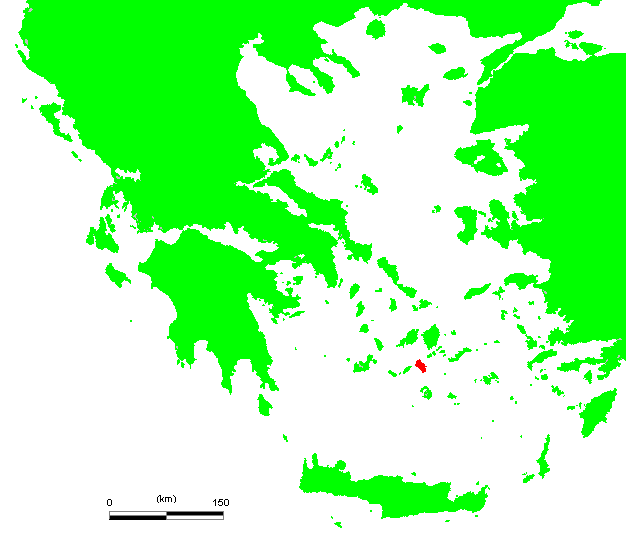
이오스 섬의 위치

이오스섬(그리스어: Ίος)은 그리스 에게해 키클라데스 제도에 있는 섬이다. 면적은 109km2, 인구는 2,024(2011)이다.